# Yeadon (États-Unis)
Pour les articles homonymes, voir Yeadon.
Yeadon est un borough en Pennsylvanie, dans le comté de Delaware, aux États-Unis.